# Bourg-lès-Valence
Bourg-lès-Valence je severno predmestje Valence in občina v jugovzhodnem francoskem departmaju Drôme regije Rona-Alpe. Leta 2007 je naselje imelo 18.351 prebivalcev.

## Geografija
Kraj leži v pokrajini Daufineji na levem bregu reke Rone, 2 km severno od središča Valence.

## Uprava
Bourg-lès-Valence je sedež istoimenskega kantona, v katerega je poleg njegove vključena še občina Saint-Marcel-lès-Valence s 23.092 prebivalci.
Kanton je sestavni del okrožja Valence.

## Zanimivosti
- kolegial sv. Petra,
- škofijski dvorec Château du Valentin.

## Pobratena mesta
- Ebersbach (Saška), Nemčija),
- Ebersbach an der Fils (Baden-Württemberg, Nemčija),
- Talin (Armenija).